# Natalia Varlei
Natalia Vladimirovna Varlei (în rusă: Наталья Владимировна Варлей; n. 22 iunie 1947, Constanța, România) este o actriță sovietică și rusă de film și teatru, artist al poporului în RSFS Rusă în 1989. Varlei este și cântăreață, în această calitate a susținut concerte și la Teatrul de Operă și Balet din Chișinău.

## Filmografie selectivă
- 1967 Prizoniera din Caucaz (Кавказская пленница, или Новые приключения Шурика), regia Leonid Gaidai - Nina
- 1967 Vii (Вий/Vii), regia Konstantin Erșov și Gheoghi Kropaciov – Pannocika
- 1971 12 scaune (12 стульев/12 stuliev), regia Leonid Gaidai – Liza
- 1973 Dimitrie Cantemir (Дмитрий Кантемир), regia Vlad Ioviță
- 1975 Marele circ (Cirkus v cirkuse), regia Oldrich Lipský – Tana
- 1978 Greșelile tinereții  – Zina
- 1983 Talisman (Талисман), regia Veniamin Dorman și Araik Gabrielian - Mama
- 1985 Oaspeții din viitor (Гостья из будущего/Gostia iz budușcego), regia Pavel Arsenov – Marta Erastovna
- 1994 Vrăjitorul din orașul de smarald (Волшебник Изумрудного города), regia Pavel Arsenov – Bastinda/Gingema